# Ормизд II
Ормизд II (Хормизд) — царь царей (шахиншах) Ирана, правил приблизительно в 300/301 — 307/308 годах. Из династии Сасанидов, сын Нарсе.

## Правление
Очень мало известно о его правлении. Несмотря на то, что своё царствование он начал сурово и жестоко, впоследствии он проявил себя мягким, мудрым и доброжелательным царём. Позднее предание, переданное ат-Табари, гласит:

«Затем царём стал Хормизд, сын Нарсе, сына Бахрама. Народ боялся этого человека, привыкши считать его суровым и неумолимым; но он дал народу знать, что хорошо понимает, насколько боятся его строгого правления, и меняет свою суровость и жесткость на добродушие и снисходительность. Поэтому он правил очень мягко и обходился с народом по справедливости. Он старался помогать слабым, заботился о процветании страны и о правосудии для своих подданных.»

Возможно, изображение Ормизда II. Фрагмент «инвеститурного» рельефа Нарсе. Накше-Рустам. По мнению исследователей фигура стоящая за спиной Нарсе является изображением наследника Нарсе Ормизда. Он носит традиционный для наследников Сасанидов головной убор с изображением головы protome (лошади?)

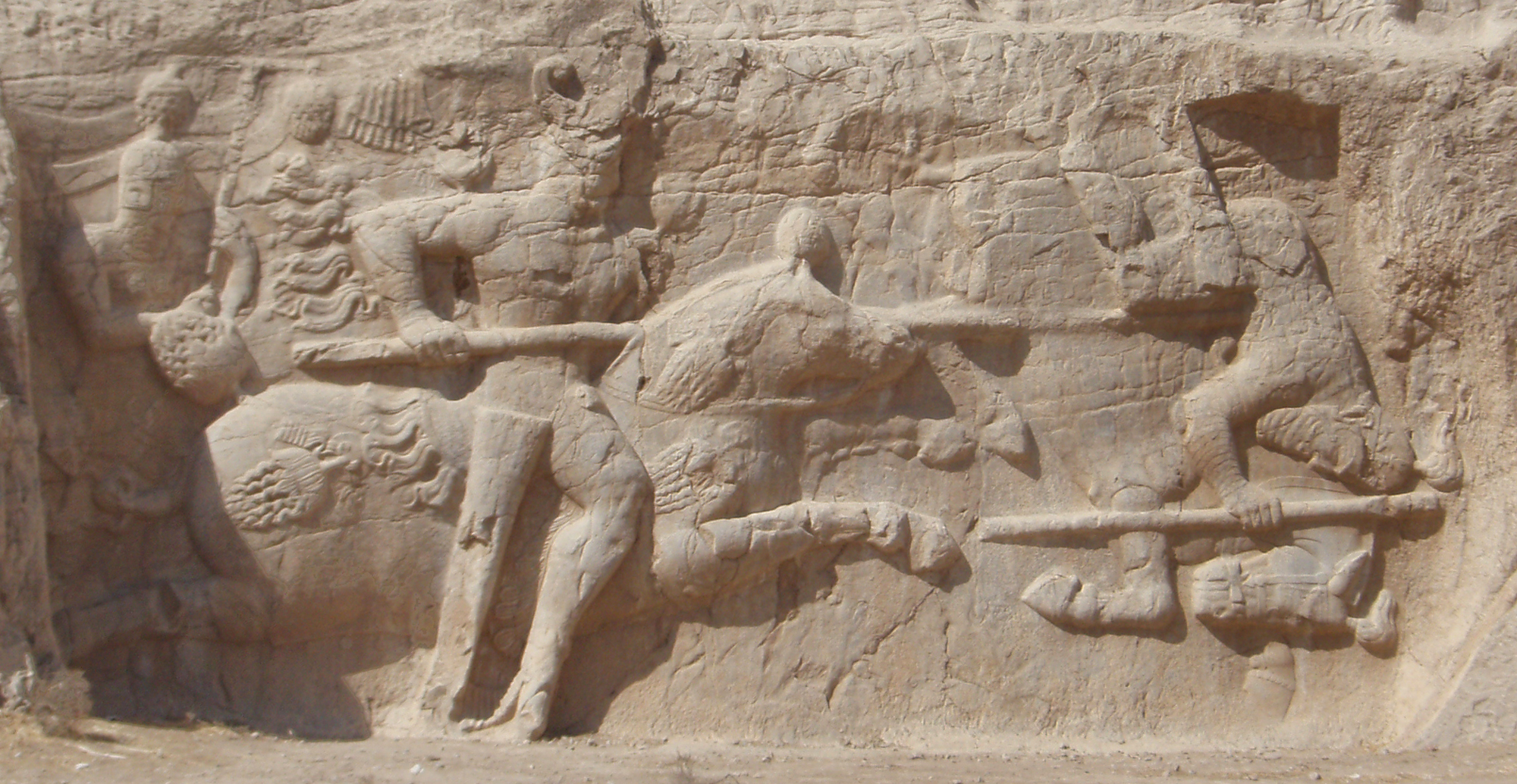
Рельеф Ормизда II

По словам Аль-Бируни он возобновил преследование манихеев. Многие манихеи, спасаясь от гонений, переселились из Ирана в Среднюю Азию.
Согласно Абу Али Балами Ормизд направил войска в Сирию, требуя дань с Гассанидов. Арабы обратились за поддержкой к римлянам, но гассанидский царь был убит прежде, чем подоспела римская помощь. Тогда его люди внезапно напали на Ормизда, когда он охотился в пустыне и смертельно ранили его, а также разграбили окрестности Ктесифона. Однако эта версия выглядит малоубедительной, более вероятным кажется, что это его собственные магнаты нашли возможность и убили его в отдаленном районе, потому что не хотели видеть его сыновей на троне. Судя по тому, что старший сын Ормизда II Атурнарсе погиб в результате каких-то беспорядков, второй сын был ослеплён, а третий — бежал к римлянам, спокойным его царствование не оказалось. Кроме того, на рельефах в Накше-Рустаме Ормизд II изображён в батальной сцене, верхом на коне, длинным копьём ниспровергающего вельможу со значком на шапке-кулахе, что также свидетельствует о каких-то волнениях в Иране. Выполненная в настоящее время для туристов подпись к рельефу сообщает, что этот вельможа — Папак, наместник (bitaxš) Кавказской Албании.
По сообщению более позднего документа XI века, так называемой Хроники Сеерты Ормизд II вёл войну против римлян, чтобы отомстить за поражение своего отца, но был разбит войсками Диоклетиана. Другой поход Ормизда, согласно Балами, был направлен против союзников Рима — арабских правителей из династии Гассанидов. Ормизд разгромил силы Гассанидов прежде чем к ним подошла помощь римлян. Хроника Арбелы утверждает, что когда начались гонения на христиан со стороны римских императоров, Ормизд собрал большое войско, вторгся в римские территории и разграбил многие города. Достоверность этого сообщения (также как и подлинность всего последнего документа), находится под сомнением и не подтверждается другими источниками. Можно лишь предположить, что в этом нашло своё отражение упоминание о походе Ормизда в Сирию и готовности римлян прийти на помощь Гассанидам. Однако впоследствии арабы подстерегли царя на охоте и смертельно ранили его.
Ему приписывается создание сельского округа, именуемого Куранг (или Вахишт-Хормозд), близ Изе в провинции Хузестан.
Хормузда II, в оценке протяжённости его правления большинство восточных авторов согласны со сведениями Сергия, приведенными у Агафия Миринейского, — 7 лет и 5 месяцев. Там, где восточные авторы дают иные сведения, протяжённость правления Хормузда II часто оказывается равной времени царствования Нарсе — 7 лет или 9 лет. Тем самым, то, что Хормузд II правил 7 лет и 5 месяцев, представляется вполне правдоподобным; его царствование должно было закончиться в декабре 307 года. Такая гипотеза в какой-то степени подкрепляется рассказом Балами о том, что Хормузд умер от ран, нанесённых ему гассанидскими арабами, которые подстерегли его на охоте. Это не могло произойти в тёплое время года, так как в это время царь должен был находиться в Мидии или севернее, и для того, чтобы встретиться с ним, арабам пришлось бы пересечь горы Загроса. Но зимой арабы, которые предпринимали походы вниз по Евфрату и доходили до Ктесифона, могли устроить вылазку и напасть на царя, охотившегося в районе столицы.

## Семья

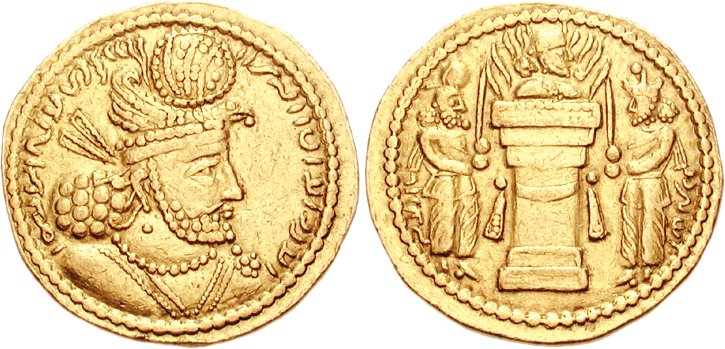
Динар Ормизда II. Золото, 7,22 г. Ормизд носит корону очень похожую на корону Бахрама II, увенчаную Царским Соколом (птицей символизирующей Бога Веретрагна/Бахрама), с жемчужиной в клюве

- Хормизд II является одним из сасанидских царей имеющих большое количество детей, рождённых ему женами и наложницами:
  - Царевич Атурнарсе
  - Царевич Шапур II
  - Царевич Adurfrazgird, наместник южного Arbayistan
  - Царевич Zamasp, наместник северного Arbayistan
  - Царевич Шапур Саканшах, наместник Сакастана
  - Царевич Хормизд, заключен в тюрьму сасанидскими магнатами, а позднее бежавший на территорию Римской империи[10]
  - Царевич Арташир II
  - Царевна Асей, выдана замуж за царя Кавказской Албании Урнайра из династии Аршакидов
  - Царевна Ормиз-духт, выдана замуж за представителя знатной армянской династии Мамиконянов Вагана[11]

Он был женат на кушанской принцессе.
| Сасаниды              |                                                                        |                     |
| Предшественник: Нарсе | шахиншах Ирана и не-Ирана 300/301 — 307/308 (правил 7 лет и 5 месяцев) | Преемник: Атурнарсе |